# Kettenmühle (Königheim)
Kettenmühle, auch Äußere Mühle, ist eine ehemalige Mühle und heutiger Wohnplatz auf der Gemarkung des Königheimer Ortsteils Gissigheim im Main-Tauber-Kreis im Nordosten Baden-Württembergs.

## Geographie
Der Brehmbach führt direkt an der Kettenmühle vorbei. Der etwa 500 Meter vor dem Wohnplatz nach rechts vom Brehmbach abzweigende Mühlkanal vereinigt sich nach der Kettenmühle wieder mit dem Brehmbach. Daneben mündet am Wohnplatz bereits etwa 80 Meter zuvor der Willentalgraben von links in den Brehmbach.
Die umgebenden Orte sind Gissigheim nach etwa 500 Meter im Westen, die Ried-Siedlung nach etwa 2 km im Süden, Hof Birkenfeld nach etwa 2,5 km im Südwesten, Brehmen nach etwa 3,5 km im Südwesten, Pülfringen nach etwa 4 km im Westsüdwesten und Hoffeld nach etwa 3,5 km im Westen.

## Geschichte
Auf dem Messtischblatt Nr. 6423 „Gissigheim“ von 1886 war der Wohnplatz als Kettenmühle mit einem Gebäude verzeichnet. Auf dem aktualisierten Messtischblatt Nr. 6423 „Gissigheim“ von 1937 war der Ort dann als Äußere Mühle verzeichnet. Der Wohnplatz kam als Teil der ehemals selbständigen Gemeinde Gissigheim am 1. Januar 1972 zur Gemeinde Königheim.

## Verkehr
Der Wohnplatz Kettenmühle liegt kurz vor Gissigheim direkt an der K 2893, die in Gissigheim als Brehmer Straße bezeichnet wird und bis zum Ortsteil Brehmen führt, wo sie als Gissigheimer Straße bezeichnet wird.